# Агенскалнский рынок
А́генскалнский рынок (латыш. Āgenskalna tirgus, устар. Гагенсбергский рынок) — рынок в Риге, крупнейший рынок Пардаугавы. Занимает площадь более 8,3 тысяч квадратных метров. Здание рынка, построенное из красного кирпича, является ярким образцом рижского рационального модерна. В овощном павильоне рынка устроено 116 торговых мест; в мясном — 108 торговых мест. В разные сезоны на открытом пространстве Агенскалнского рынка располагается ещё до 220 торговых точек.

## Подготовка к строительству
Незадолго до начала строительства рынка на углу квартала между улицами Нометню, Тиргус и Пукю располагалось питейное заведение — трактир Сетас (Zaun Krug). Во дворе этого кабака располагался первый рынок, на котором торговля проходила прямо под открытым небом, что вызывало некоторые неудобства, особенно в случае дождливой погоды. Специальная комиссия, собравшаяся по указанию Рижского городского правления 21 августа 1895 года, приняла решение о демонтаже старых рыночных лавок и начале строительства крытого рынка с использованием современных технических решений. В итоге городская администрация приобрела участок земли для постройки рынка за 15245 рублей. 
Рынок в Гагенсберге был открыт 1 января 1898 года, однако долгое время консервативно настроенные жители местных районов продолжали закупаться во дворе кабака Сетас. Со временем население привыкло к новым торговым помещениям. Перед Первой мировой войной на рынке продавали мясо, рыбу, фрукты и овощи, молочные продукты, хлеб, муку, крупы и другие бакалейные товары, а также дрова и хозяйственные товары, в том числе и лакокрасочные изделия. В дореволюционной Риге число торговцев на Гагенсбергском рынке достигало 625 человек.

## Проект Рейнгольда Шмелинга
Здание по проекту Рейнгольда Георга Шмелинга начали строить в 1911 году. Оно было построено в стилевом направлении рационального модерна, который часто использовался для строительства зданий для промышленных предприятий, торговых заведений, складских помещений. Для строительства наружных стен здания использовался красный кирпич. Автор проекта главный городской архитектор Рейнгольд Шмелинг в своём творчестве часто обращался к красному кирпичу при строительстве, например, зданий для рижских учебных заведений. Эта концепция получила название «кирпичный стиль», для которого были характерны грубоватая кирпичная кладка фасада с архитектурным украшением формованных деталей и выступов. Стены рынка также декорированы площадками с отделкой из белой штукатурки. Вертикальные проёмы окон ярко выделяются на фоне фасадов. Внутренние несущие конструкции состоят из металлического каркаса, на который опираются торговые галереи, расположенные на уровне второго этажа. Перекрытия стропильных ферм отделаны ажурными перилами из металлических сплавов.

## Продолжение строительства
В годы Первой мировой войны строительные работы были прерваны. После окончания войны проектирование рынка продолжил архитектор Алфред Гринберг, под руководством которого были перестроены помещения входной части, где первоначально предполагалось построить ресторан. Окончательно строительство рынка в Агенскалнсе было завершено в 1923 году. В 1925 году была полностью завершена отделка помещений. Торговый павильон этого рынка был оборудован центральным отоплением, а также при нём располагались камеры охлаждения и вырыты погреба. Надо отметить, что их не сразу установили из-за недостатка средств. Была также построена галерея на втором этаже, на которой тоже располагались торговые места. В середине 1920-х годов общая площадь павильона составляла 1500 квадратных метров, и на ней располагались 103 торговых места. В 1940 году на втором этаже здания по проекту А. Страздиньша был построен магазин, где в настоящее время действует мастерская по ремонту часов и изготовлению ключей, а также происходит продажа одежды и обуви.

## Рынок в советский период
В советское время рынки стали колхозными, при этом сохранились возможности торговли продукцией приусадебных хозяйств. Рынки подчинялись профильному управлению Министерства торговли Латвийской ССР, которое отвечало за поддержание, реконструкцию и новое строительство. Так, только в 1960 году на эти цели было израсходовано свыше 2 млн рублей. На Агенскалнском рынке были устроены прилавки для торговли рыбой, помещения начали отапливаться. Павильон получил витрины для рекламирования товаров, открытый павильон для торговли овощами, а на втором этаже здания было решено построить гостиницу для колхозников, привозящих свои товары для продажи. 
Однако в Риге к началу 1980-х годов действовало 5 рынков: 4 исторических (Центральный, Матвеевский, Агенскалнский и Чиекуркалнский) и один новый — в микрорайоне Вецмилгравис. При том, что в республике ежегодно открывалось 40-50 рынков, в Риге за 50 лет не было открыто ни одного. Норматив — 2 торговых места на рынке на каждую тысячу жителей — в столице выполнялся только на 80 %. Поэтому институт «Латгипрогорстрой» разработал проект развития колхозных рынков в Риге. В первую очередь он предусматривал улучшение условий труда на рынках, из которых только 7 из 51 стационарного помещения имели отопление, в том числе 3 рижских рынка. Было запланировано подключить Центральный рынок к ТЭЦ, а Агенскалнский к газопроводу.
Постановление ЦК КПСС и Совета Министров СССР «О дополнительных мерах по расширению продажи колхозами, совхозами и другими сельскохозяйственными предприятиями плодоовощной продукции организациям потребительской кооперации и на колхозных рынках» разрешило этим организациям продавать свою продукцию на рынках не по государственным, а по договорным ценам в объёме не более 10 % от плановой продукции и сверхплановую продукцию без ограничений. Были также отменены ограничения вывоза и реализации овощей, бахчевых культур, плодов и ягод и другой продукции из других республик Советского Союза, что увеличило поставки этой продукции на рынки.
На рынках Риги и в других точках города действовали магазины объединения «Ригаплодоовощ», которые доставляли картофель и овощи на дом.
На галерее второго этажа рынка были открыты магазины промышленных товаров.
К концу 1980-х годов, по данным энциклопедического издания «Рига», площадь Агенскалнского рынка превышала 9 000 квадратных метров, на нём располагались 948 торговых мест, из которых 388 мест располагались в павильонах. В период советской Латвии рынок играл важнейшую роль в обеспечении продовольствием жителей рижских левобережных районов, а также реализовывал продукцию, поставляемую с 10 колхозных предприятий.

## Современная реконструкция
К 1998 году прошла модернизация торговых мест Агенскалнского рынка. В 2001 году были частично отремонтированы краснокирпичные фасады и ряд внутренних помещений.